# Hindman (Kentucky)
Hindman település az Amerikai Egyesült Államok Kentucky államában, Knott megyében, melynek megyeszékhelye is. Lakosainak száma 701 fő (2020. április 1.).

## Népesség
A település népességének változása:

| 2010 | 777 |
| 2020 | 701 |